# Turnera lineata
Turnera lineata är en passionsblomsväxtart som beskrevs av Ignatz Urban. Turnera lineata ingår i släktet Turnera och familjen passionsblomsväxter. Inga underarter finns listade i Catalogue of Life.